# Goreckowszczyzna
Goreckowszczyzna (biał. Гарэцкаўшчына; ros. Горецковщина) − wieś na Białorusi, w obwodzie grodzieńskim, w rejonie oszmiańskim, w sielsowiecie Boruny.

## Historia
W czasach zaborów wieś i folwark w gminie Holszany, w powiecie oszmiańskim, w guberni wileńskiej Imperium Rosyjskiego. W 1905 roku wieś liczyła 185 mieszkańców, 208 dziesięcin. Folwark zamieszkiwało 10 osób, liczył 41 dziesięcin, własność Achmatowicza.
W latach 1921–1945 majątek i wieś leżały w Polsce, w województwie wileńskim, w powiecie oszmiańskim, w gminie Holszany.
W 1931 wieś w 39 domach zamieszkiwało 225 osób, majątek w 4 domach - 23 osoby.
Wierni należeli do parafii rzymskokatolickiej w Bohdanowie. Miejscowość podlegała pod Sąd Grodzki w Holszanach i Okręgowy w Wilnie; właściwy urząd pocztowy mieścił się w Bohdanowie.